# 川越藩
川越藩（かわごえはん）は、武蔵国入間郡（現在の埼玉県川越市）周辺を領した藩。武蔵国一の大藩。藩庁は川越城に置かれた。

## 概要
武蔵国の中央に位置し、古来から軍事上の要所であったため、上杉持朝の命で家宰の太田道真・太田道灌父子によって城が築かれると、上杉氏、後北条氏の武蔵国支配の最重要拠点であり続けた。江戸時代になると大老・老中など幕政の重職についた有力譜代大名や、親藩の結城松平家などが入封した。幕府の老中職に就いた大名の数では徳川諸藩中、佐倉藩に次いで最多である。城下町の川越は江戸と新河岸川の舟運や川越街道で結ばれ、江戸の北の守りとして発展、「小江戸」と称される程であった。

## 藩史

### 16世紀

#### 立藩
天正18年（1590年）、豊臣秀吉の北条征伐で前田利家の率いる北国勢によって川越城は開城し、後北条氏（城代は大道寺氏）の時代が終焉した。徳川家康が関東に移封されたのに伴い、掛川の戦い以来の三河譜代最古参で雅楽頭酒井家の祖・酒井重忠が1万石をもって川越に封ぜられ、川越藩が立藩した（親藩格）。重忠は入封すると諸役免除を実施、楽市政策をとって領内の経済的確立に努めた。重忠は文禄の役では留守居役として家康不在の江戸城を治めた。また家康は、高麗郡鯨井（現在の川越市鯨井）の5千石を重臣の戸田一西に与え、近江国膳所藩に移封になるまで10年間、鯨井藩となった。

### 17世紀
江戸幕府開府後の慶長6年（1601年）、重忠は天海僧正の口添えで上野国厩橋藩に転封となった。川越は江戸防衛の枢要の地であるため後任の決定に紛糾し8年の番城を経て慶長14年（1609年）、重忠の弟で家康の再従弟に当たる忠利が駿河国田中藩より2万石で入封した。忠利は大坂の陣では江戸城留守居役を勤め、喜多院で天台宗の論議を聴いた家康の命で、天海の喜多院を再興させた。また忠利は第3代将軍・徳川家光の信も厚く、老中となり加増を受け、3万7千石となった。寛永4年（1627年）に忠利は死去し、武蔵国深谷藩5万石の領主で忠利の嫡男・忠勝が8万石で入封した。忠勝は老中として家光をよく補佐し、寛永9年（1632年）2万石の加増を受け、石高は10万石となった。忠勝は時の鐘建立など城下の整備を進めた。寛永11年（1634年）、忠勝は11万3千石で若狭国小浜藩に移封され、国持大名にまで上り詰め、大老も務めた。忠勝時代の藩士は、7千石を筆頭にして百石層の知行が最も多かった。忠勝の後、寛永11年（1634年）、相馬義胤が城代を務めた。
寛永12年（1635年）、執政六人衆の一人で老中の堀田正盛が3万5千石で入封した。正盛は春日局の孫に当たり、大老四家である堀田氏の祖となった。寛永15年（1638年）の川越大火で焼失した喜多院など城内・城下の再建を指示、また家光の命で仙波東照宮創建の造営奉行となった。その後、信濃国松本藩に転封した。水谷勝隆が城代となった。
寛永16年（1639年）、松平信綱（大河内松平家）が島原の乱鎮圧の功により、武蔵国忍藩より3万石加増された6万石で入封した。正保4年（1647年）加増を受けて7万5千石となった。信綱は才知に長け、家光付小姓から老中首座となり、家光や第4代将軍・家綱をよく補佐し、官職名の伊豆守から「知恵伊豆」と呼ばれた。藩政では川越城の大改築（5郭・3櫓・8門を新造、城は倍の大きさになった）、城下の地割（侍屋敷・町屋敷・社寺地、足軽・中間は組屋敷。十ヵ町四門前町）、川越藩士安松金右衛門による玉川上水・野火止用水の開削など、農政を振興し藩政の基礎を固めた。新河岸川には九十九曲りという蛇行流が造成され、川越五河岸が設けられ、江戸と川越夜舟が行き来した。輝綱は父・信綱の遺訓を守り、野火止に平林寺を移し野火止の開発を続けた。江戸とを結ぶ川越街道の改修整備が進んだのも輝綱の代である。元禄7年（1694年）、第3代藩主・信輝は下総国古河藩に転封された。

### 18世紀
代わって元禄7年（1694年）に、柳沢吉保が7万2千石で入封した。吉保は第5代将軍・綱吉の寵愛を受け、2度の加増により石高は11万2千石に達した。綱吉の側用人（大老格）として幕政に忙殺されたが、藩政でも三富新田の開発を行うなどの手腕を発揮している。吉保は儒学者の荻生徂徠を召抱え、徂徠は川越城下の宮下町に住み、三富新田の開発などは北宋の王安石の開拓に倣った徂徠の建議によるものである。宝永元年（1704年）、甲斐国甲府藩に15万石で移封となった。
代わって甲斐国谷村藩より、秋元喬知が5万石で入封しすぐに6万石にされた。喬知は元禄文治の老中として有名であるが、正徳元年（1711年）の入封時には甲斐より職人を帯同し、川越領内で柿や養魚などの農間余業や絹織物など殖産政策を進めた。喬知の治世は高山繁文など有能な家老が出た。第4代藩主・凉朝の時代の寛保2年（1742年）8月には、大豪雨により荒川・入間川・綾瀬川などが氾濫し、武蔵国一帯は惨状を極めた（寛保二年江戸洪水）。凉朝は農民救済政策を矢継ぎ早に実施した。凉朝は平賀源内を藩に招いて、奥秩父・大滝の中津峡で鉱山を開発した。凉朝が老中を辞した後、中山道伝馬騒動が起こり、川越藩領でも騒然とした。田沼意次の強権政治に反対したため凉朝は明和4年（1767年）、出羽国山形藩に転封となった。凉朝は江戸屋敷を動かず、嫡男の永朝が山形藩へ赴いた。
代わって上野国前橋藩主・松平朝矩15万石の所領に川越は編入され、川越藩は消滅した。家康の次男結城秀康を祖とする結城松平家統治の時代となった。しかし、前橋城が利根川の浸食を受けて大打撃を受けたことからこれを廃城し、居城を川越城に移したために、これ以降前橋藩は川越藩となった。朝矩は川越藩の飛び地となった前橋に川越藩の陣屋を置き、前橋分領7万5千石を留守居役を据えて支配した（前橋陣屋）。

### 19世紀
秀康の五男松平直基を祖とする結城松平家は、代々姫路藩、白河藩などへ転封を繰り返したことで借財が多く、朝矩も姫路時代より財政的に窮迫していた。川越で代を重ねても改善されず、第4代藩主・斉典は転封を目論み、第11代将軍・徳川家斉の子・斉省を養子とし、裕福な出羽国庄内藩への移封の内示を受けた。庄内藩領民の猛烈な反対運動を受け、移封は沙汰止みとなったが（三方領地替え）、引き替えに2万石の加増を受けて17万石となった。斉典は、豪商横田五郎兵衛を勘定奉行格に任命して藩財政の改革を進め、藩士安井政章に命じて川島に鳥羽井堤を築造し、水田を開発した。藩校「博喩堂」を開設し、藩儒・保岡嶺南に命じて川越版『日本外史』を刊行させ、盲目の医師で国学者の沼田順義を藩に招いた。西大手門に目安箱を置いて衆庶の声を藩政に取り入れるなど、「好学の名君」と謳われた。川越城本丸御殿建築も斉典の業績である。
一方で、武蔵国最大の石高であった川越藩は文政3年（1820年）に武蔵1万5千石を相模1万5千石と替地され、相州警固役を命ぜられた（この出費に嫌気して斉典は転封工作を始めたのである）。浦賀奉行の下で、会津藩に代わって川越藩が三浦郡の川越藩領に、三崎や大津、観音崎などの海防陣屋を設け、500人を超える藩兵を置いて防衛に当たった。そのため天保8年（1837年）に発生したモリソン号事件で異国船打払令に基づき砲撃したのは浦賀の川越藩だった。川越藩は数千人体制まで増員、弘化3年（1846年）、アメリカ東インド艦隊司令官・ビッドルが黒船2隻を率いて城ヶ島の沖に現れた際、最初に小船に乗ってビンセンス号に乗船、接触したのは川越藩士の内池武者右衛門であった。
弘化4年（1847年）、幕府は「御固四家」体制を敷き、江戸湾防衛を川越藩・彦根藩・会津藩・忍藩の有力4藩に負わせた。川越藩の分担区域は、浦郷から三崎に至る三浦半島一帯とその海上であった（彦根藩は鎌倉七里ヶ浜方面、会津藩は内房、忍藩は外房）。嘉永6年（1853年）のペリー来航の際には、鴨居から大津一帯に川越藩は藩兵を展開、ペリーの上陸した久里浜は川越藩兵500名や彦根藩兵が固めた。第5代藩主の典則はペリーに同行した。嘉永7年（1854年）、ペリーの2度目の来航には、幕府は品川台場を築造し、海防ラインを江戸湾内海に変更、川越藩はその防衛を会津藩・忍藩と共に担い（川越藩は第1台場を担当、会津藩は第2、忍藩は第3）、高輪にも陣屋を構えた。また、川越藩は藩の鋳物を請け負っていた小川五郎右衛門にカノン砲を鋳造させ設置した。風雲急を告げる時勢で川越藩も武備を増強、江戸で当代随一の刀匠と呼ばれた藤枝太郎英義はこの時期に活躍した川越藩の刀鍛冶師である。三浦半島の防衛を引き継ぐ熊本藩の準備が遅れ、川越藩は三浦半島と品川の双方に延べ6万人もの藩兵を配置する負担も生じた。川越藩は児玉郡には藩の鉄砲射撃場も造営した。第6代藩主の直侯（徳川斉昭の八男。徳川慶喜は兄）はこうした出費に苦しんだ。
第7代藩主・直克は将軍徳川家茂の上洛の際に江戸警衛の任に当たり、また西洋砲術の高島流の採用や農民出身の藩士・大川平兵衛が指導していた神道無念流の重用による剣術の他流試合の活性化などの軍制改革を実施した。自身も上洛、孝明天皇より少将に任官された。しかし横浜鎖港問題が国内政局の焦点となっていた時に、直克は幕府の政治総裁職（大老格）という要職にあり、家茂の方針と合わず、また天狗党の乱の鎮圧方針で強硬派の水戸藩と激しく対立、結局川越藩は兵を動かさず、直克は政事総裁職を罷免された。さらに幕末の慶応2年（1866年）武州一揆が起こり、直克は藩米千俵を城下に放出するも川越藩領の諸村では恩恵に与れず打毀したため、直克は銃隊で鎮圧、一揆の城下への侵入を阻止した。
川越藩は開港をめぐる世情に最も通じていた藩の一つであり、100年にわたり川越藩領の上野国前橋（群馬県前橋市）の主力産品であった生糸は川越藩士速水堅曹、深沢雄象らによって品質向上と増産が図られ、藩の専売品として横浜の港から川越藩御用商人の吉田幸兵衛らによって輸出され、莫大な利益を生んだ。こうして結城松平家の長い念願が叶って慶応3年（1867年）、前橋で城の新築がなり、直克は川越藩時代の石高をもって居城を前橋城に移転した。これ以降は前橋藩と呼ばれる。そのため、比企郡・高麗郡・埼玉郡周辺の6万2千石の領地が飛び地になることから、比企郡松山（現在の東松山市）に松山陣屋が設置された。松山陣屋は陣屋としては国内最大級の規模であったが、わずか5年で廃藩置県を迎えて終焉した。ちなみにこの時、藩主・直克に従って速水堅曹や深沢雄象らも前橋城に移った。
前橋藩の復活に伴う領国再編で川越城は前橋藩の手から離れることになり、代わって石見国浜田藩の松井松平家が、竹島事件を起こして懲罰的な移封であった陸奥国棚倉藩時代を経て、松平康英（松井康英）の代に8万4千石で川越に入封した。康英は外国奉行、神奈川奉行、勘定奉行、大目付、南町奉行、寺社奉行、老中を歴任、江戸幕府最初の欧州使節団の文久遣欧使節の副使として欧州6カ国に派遣され各国政府と開港延期交渉をした人物で、慶応2年（1866年）に藩主になると藩校「長善館」を開設した。康英は川越藩主であると同時に幕閣で老中・会計総裁職（今日の財務大臣）も兼務し多忙を極めた。

#### 廃藩
康英は慶應4年（1868年）、新政府に帰順することで藩論をまとめ、老中を辞すると上洛するが、新政府に近江国の飛地領2万石を没収され、謹慎処分とされた。それでも川越城の堀を埋め、官軍にひたすら恭順することで、川越の戦火を回避することに成功した。川越藩は上野戦争から離脱した彰義隊分派の振武軍を、能仁寺の戦い（飯能戦争）で掃討した。明治2年（1869年）、康英は所領を守ろうと、家督を養子の康載に譲り隠居した。康載はただちに版籍奉還を願い出、わずか16日間の藩主であった。康載は知藩事となり、明治4年（1871年）廃藩置県を迎え、川越県となった。以後、県庁が置かれた入間県・熊谷県を経て埼玉県に編入された。なお、廃藩後に松井松平家は松平の名字を廃して松井に復姓した。その後、明治12年（1879年）に康載は康英の実子康義に家督を譲って松井家を離籍し、康義は明治17年（1884年）に子爵を授けられた。一方、康載は明治19年（1886年）に今度は旧安中藩板倉家へ養子入りして板倉勝観と名乗り、同家で子爵を授けられた。

## 歴代藩主

### 酒井〔雅楽頭〕宗家
譜代　1万石　（1590年 - 1601年）
1. 重忠

### 酒井〔雅楽頭〕別家
譜代　2万石→3万7千石→8万石→10万石　（1609年 - 1633年）
1. 忠利 2万石→3万7千石
2. 忠勝 8万石→10万石

### 堀田家
譜代　3万5千石　（1635年 - 1638年）
1. 正盛

### 大河内松平家
譜代　6万石→7万5千石→7万石　（1639年 - 1694年）
1. 信綱 6万石→7万5千石
2. 輝綱
3. 信輝 7万5千石→7万石（弟の輝貞に5千石分与）

### 柳沢家
譜代　7万2千石→11万2千石　（1694年 - 1704年）
1. 吉保

### 秋元家
譜代　5万石→6万石　（1704年 - 1767年）
1. 喬知 5万石→6万石
2. 喬房
3. 喬求
4. 凉朝

### 結城松平家
親藩　15万石→17万石　（1767年 - 1867年）
1. 朝矩
2. 直恒
3. 直温
4. 斉典 15万石→17万石
5. 典則
6. 直侯
7. 直克

### 松井松平家
譜代　8万4千石　（1867年 - 1871年）
1. 康英
2. 康載

## 江戸藩邸
川越藩（松平〔越前〕家時代）の江戸藩邸・上屋敷は、今日の港区虎ノ門2丁目、汐見坂・霊南坂・江戸見坂の3つの坂が取り囲む一帯にあった。現在、The Okura Tokyoが建っている場所である。中屋敷は、赤坂1丁目にあり、現在はアークヒルズ内のサントリーホールになっている。下屋敷は高輪3丁目にあり、現在の高輪警察署近辺である。

## 幕末の領地
※松平〔松井〕家時代
- 武蔵国
  - 比企郡のうち - 1村
  - 入間郡のうち - 104村
  - 榛沢郡のうち - 2村（岩鼻県に編入）
  - 秩父郡のうち - 1村
- 常陸国
  - 多賀郡のうち - 10村
- 三河国
  - 幡豆郡のうち - 1村
- 近江国
  - 野洲郡のうち - 5村
  - 甲賀郡のうち - 12村（うち1村を水口藩に編入）
  - 蒲生郡のうち - 33村
  - 高島郡のうち - 8村

明治維新後に、多賀郡10村（旧幕府領）が加わった。